# Georg Fundel
Georg Fundel (* 20. Februar 1954 in Münsingen) war über 20 Jahre Geschäftsführer der Flughafen Stuttgart GmbH.

## Leben
Georg Fundel ist ein Sohn des früheren baden-württembergischen CDU-Landtagsabgeordneten Tiberius Fundel (1897–1982).
1974 legte er sein Abitur am Kolleg der Schulbrüder in Illertissen ab und studierte anschließend Wirtschaftswissenschaften an der Universität Hohenheim. Seine Diplomarbeit schrieb Fundel über eine Ex-Post-Evaluation eines Entwicklungshilfeprojektes der GTZ in Tunesien.
1982 wurde Fundel Leiter der Wirtschaftsförderung der Stadt Stuttgart. 1989 wechselte er als Leiter der Bereiche Bauen und Liegenschaften sowie Öffentlichkeitsarbeit und Marketing zur Landesgirokasse. In dieser Zeit war er von August bis Dezember 1990 an die Treuhandliegenschaftsgesellschaft Dresden (TLG) ausgeliehen und baute den Grundstücksbereich der TLG in Sachsen mit auf.
Zwischen August 1996 bis zu seinem Ruhestand Ende April 2017 war Fundel einer der beiden Geschäftsführern der Flughafen Stuttgart GmbH. Er war im Aufsichtsrat der Unternehmen Flughafen Friedrichshafen GmbH, Baden Airpark GmbH, Projektgesellschaft Neue Messe GmbH u. Co KG und HSG GmbH.
Seit 1999 ist Fundel Lehrbeauftragter am Institut für Eisenbahn- und Verkehrswesen an der Universität Stuttgart zum Thema Luftverkehr und Flughafenmanagement und seit 2006 dort Honorarprofessor.
Fundel ist seit 1994 im Vorstand der Helene-Pfleiderer-Stiftung und seit 2001 Vorsitzender des Vereines der Freunde und Förderer der Wilhelma.
Fundel hat drei Kinder und lebt in Stuttgart.